# ダンジョンV
『ダンジョンV』（ダンジョンブイ）は、1993年5月2日から1994年3月27日までテレビ東京系列局で放送されていたテレビ東京製作のバラエティ番組。放送時間は毎週日曜 18:30 - 19:00 （日本標準時）。
集英社発行の『Vジャンプ』に掲載されているテレビアニメ・ゲームソフト関連の情報を紹介していた番組で、3人の子役とCGキャラクターである暗黒大魔王マシリト、ブイブイによる掛け合いで進行していた。ただし集英社はスポンサーにはついていなかった。

## 出演者
- カズ：瀬尾和寿
- タク：斉藤拓実
- ユカ：河野由佳
- どどのおねーたま：百々麻子
- 愛の戦士・下北沢6000：山口桂 - 『美少女仮面ポワトリン』（フジテレビ）のポワトリンのような格好をしていた。
- 愛の戦士・下北沢6000 MkII：本間志保 - 下北沢6000の妹分。負けそうになると「おかーさーん」と言って逃げていた。
- 謎の戦士・岡山8000／新潟8000：山口桂／本間志保（声：百々麻子） - OL風のレディーススーツに赤いゴム長靴を着用。
- ガダルカナル・タカ
- 暗黒硬派軍団 - 昭和の番長風の学ラン姿で登場。
- 暗黒兄貴：飛矢馬剣
- 暗黒桃太郎：吉川桃太郎

## 声の出演
- 暗黒大魔王マシリト：千葉繁
  - CGやアニメのほかに実写でも登場。実写での登場時には女物の真っ赤な長靴を履き、金髪の外国人女性に変装して編集部やゲーム会社に潜入したりしていた。
- ブイブイ：田中真弓
  - CGやアニメでの登場が大半。自分は妖精だと主張し、ハエ呼ばわりされると怒る。
- ナレーター：立木文彦

## スタッフ
- プロデューサー：岩田圭介（テレビ東京）、位下博一（読売広告社）、寺沢賢（FOX21）
- 演出：佐藤弘幸、宇杉公一

## 主題歌
オープニングテーマ・エンディングテーマともに、当時『Vジャンプ海賊ステーション』（ニッポン放送）のパーソナリティを務めていた犬山犬子（現・犬山イヌコ）が歌唱。
オープニングテーマ「ダンジョンV愛のヒーラー」
歌：犬山犬子、作詞：田口俊、作・編曲：伊藤ヨシユキ
エンディングテーマ「私は名もない宿屋の娘」
歌：犬山犬子、作詞：田口俊、作・編曲：伊藤ヨシユキ

## 取り上げていたゲームソフト
- 聖剣伝説2
- ロマンシング サ・ガ2
- ファイナルファンタジーVI
- ガイア幻想紀
- ドラゴンボールZ 超武闘伝2